# Żelimysł
Żelimysł – słowiańskie/staropolskie imię męskie. Składa się z członu Żeli- („pragnąć”) i -mysł („myśleć”). Mogło ono oznaczać „tego, który pragnie myślenia”, czyli „tego, kto chce być mądry”. 
W styczniu 2024 wśród dostępnych publicznie danych z rejestru PESEL nie wykazano mężczyzn o imieniu Żelimysł nadanym jako imię pierwsze lub imię drugie. 
Żelimysł imieniny obchodzi 27 kwietnia.